# Senkamanisken
Senkamanisken, vladar Kraljestva Kuš.

Senkamanisken je bil kušitski kralj, ki je vladal v Napati od leta 640 pr. n. št. do 620 pr. n. št. , * ni znano, † okoli 620 pr. n. št.
Njagovi vladarski naslovi so bili enaki naslovom egipčanskih faraonov.

## Življenje
Senkamanisken je bil morda poročen s kraljicama Amanimalel in Nasalso. S slednjo je imel sinova Anlamanija in Aspelto. Oba sinova sta po očetovi smrti postala kušitska kralja v prestolnici Nubije Napati. Senkamanisken je bil pokopa v piramidi Nu. 3 v Nuriju.
Kipi Senkamaniskena so bili zakopani ali skriti v Džebel Barkalu, verjetno zaradi napada Psametika II. na Kraljestvo Kuš  leta 592 pr. n. št. Na tem mestu je bila najdena tudi sfinga, na kateri je bilo napisano njegovo ime. Predmeti s  Senkamaniskenovim imenom so bili najdeni tudi v Meroëju, kar kaže, da je bil pomemben tudi v tem mestu. Meroë je po Psametikovem opustošenju Napate leta 592 pr. n. št. postal prestolnica Kraljestva Kuš.
Senkamanisken je edini nubijski kralj po Petindvajseti dinastiji, znan z napisa, najdenega v Egiptu. Njegovo ime je zapisano na fragmentu mize za daritve iz Memfisa.

## Najdbe
- Senkamaniskenov kip, Muzej Kerme
- Senkamaniskenov kip, Muzej Kerme
- Senkamaniskenov kip, Muzej Kerme
- Senkamaniskenov ušabti, najden v njegovi grobnici v Nuriju
- Senkamaniskenov kip, Bostonski muzej lepih umetnosti
- Kraljica Amanimalil, verjetno Senkamaniskenova soporoga
- Ruševine Senkamaniskenove piramide v Nuriju

### Tempelj B700 na Džebel Barkalu
Senkamanisken je okrasil tempelj na Džebel Barkalu, ki ga je začel krasiti Aspelta, kjer je prikazan, kako se bije s sovražniki.
Hieroglifski napis na templju opisuje vlogo boga Amona pri izbiri Sekamaniskena za kralja:
"Rekel sem o tebi (ko si bil še) v maternici tvoje matere, da boš vladar Kemeta (Črna dežela, se pravi Egipt). Poznal sem te v semenu, medtem ko si bil v jajcu, da boš gospodar. Dal sem ti, da prejmeš Veliko krono, za katero je Ra (bog sonca) poskrbel, da se je pojavila ob prvi dobri priložnosti. (Ker) oče naredi svojega sina izvrstnega, sem ti odredil kraljevanje. (Torej) kdo ga bo delil s teboj? Kajti jaz sem Gospod nebes. Kakor jaz dajem Raju, (tako) daje on svojim otrokom, od bogov do ljudi. Jaz sem tisti, ki ti dam kraljevo listino... Noben drug (ne more izdati) odloka, (kdo bo) kralj. Jaz sem tisti, ki podeljuje kraljestvo komur hočem."
— Amonov napis na Sekamaniskenovem frizu, Tempelj B700, Džebel Barkal
- Ruševine Templja B700 na Džebel Barkalu, risba Louisa Mauricea Adolphea Linanta de Bellefondsa iz leta 1821
- Prizor na pilonu Templja B 700, na katerem Senkamanisken pred bogom Amonom  pobija svoje sovražnike[8]
- Senkamanisken ubija svoje sovražnike (detajl)[8]
- Sovražniki (detajl)